# Johann Christoff Heinrich Roloff

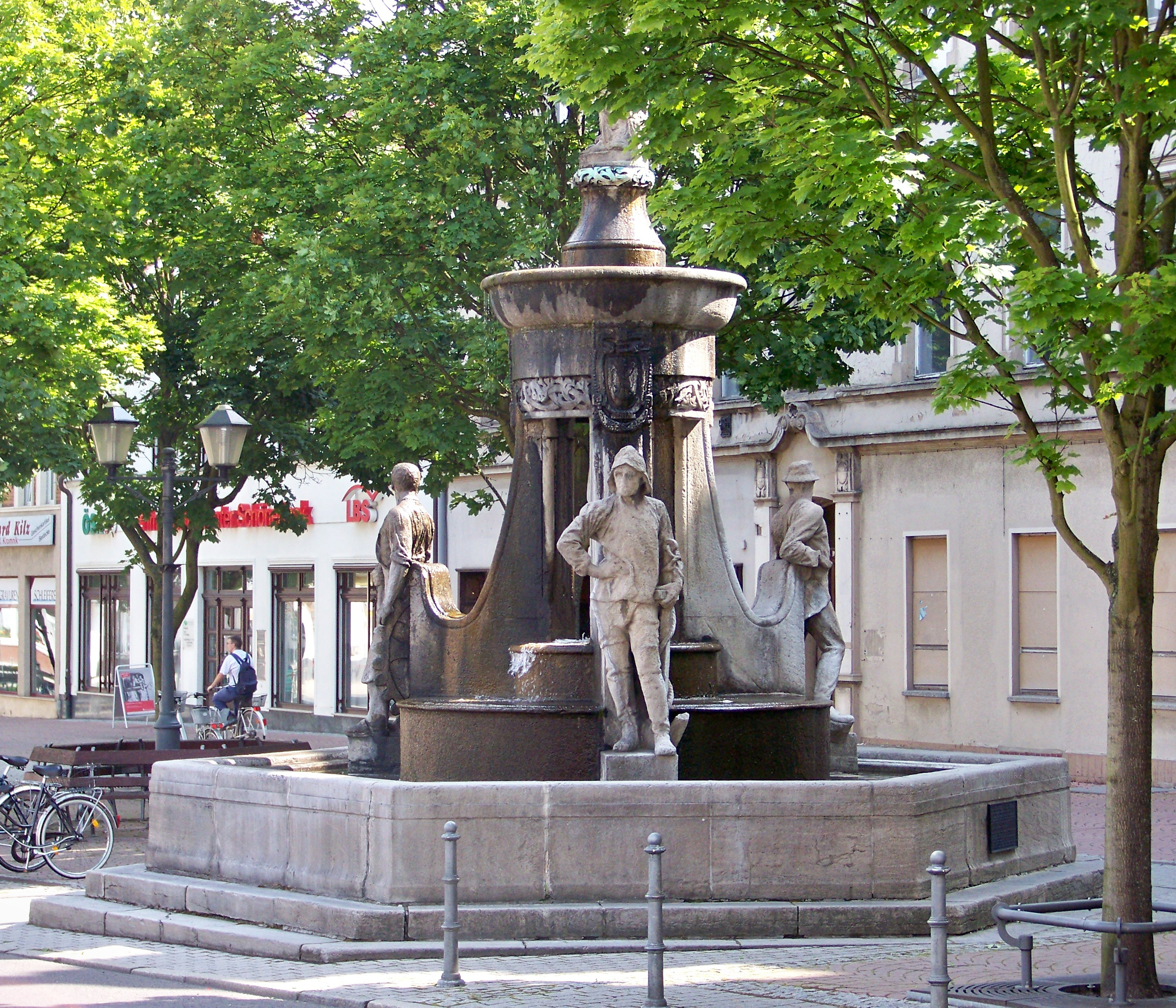
Schönebeck, ciudad donde nació el codescubridor del elemento químico cadmio.

Johann Christoph Heinrich Roloff (1 de mayo de 1783, Schönebeck-16 de febrero de 1825, Magdeburgo), normalmente abreviado como J. C. H. Roloff (o Rolow), fue un asesor médico e inspector farmacéutico alemán, a quien se considera uno de los codescubridores del cadmio en 1817, junto a Friedrich Stromeyer y Karl Samuel Leberecht Hermann.

## Formación y vida profesional
Asistió a la escuela de la catedral de Magdeburgo y prosiguió los estudios de farmacéutico con Johann August Tobias Michaelis en Magdeburgo. Después estudió medicina en Halle y Gotinga, graduándose en 1808. Fue contratado como director médico por la Prefectura del Departamento del Elba en Magdeburgo durante la ocupación francesa, por su conocimiento simultáneo como farmacéutico y médico. En 1817 fue nombrado miembro del Consejo de la Facultad de Medicina de la provincia prusiana de Sajonia. 
Fue sustituido en 1823 por William Voigtel en su puesto de asesor médico del gobierno, pero unos años más tarde falleció a causa de una infección aguda. Gozó en vida de gran reconocimiento y fue considerado como un analista químico de talento, por su participación en el descubrimiento de cadmio.

## Descubrimiento del cadmio
La historia científica del descubrimiento del cadmio es bastante compleja pues este logro es reclamado hasta por nueve científicos diferentes, entre 1817 y 1821. Entre ellos sobresalen el químico Friedrich Stromeyer, que lo aisló en 1817 a partir de una muestra de carbonato de zinc (calamina), así como el fabricante de productos químicos Karl Samuel Leberecht Hermann y el propio Roloff, que lo aislaron en muestras de óxido de zinc, sustancia que era empleada en dicha época como medicamento y de las que se sospechaba que estaban contaminadas.
En septiembre de 1817, Roloff encontró un óxido de zinc sospechoso en varias farmacias de pequeñas ciudades de la provincia que él inspeccionaba. Dichas muestras de óxido de zinc habían sido compradas por un precio bajo a la "Chemische Fabrik zu Schönebeck" de Carl Samuel Leberecht Hermann, que lo había traído de Silesia. En sus primeras pruebas, Roloff pensó que el óxido de zinc también contenía óxido de arsénico por lo que se acordó enviar las muestras para su examen oficial. Sin embargo, Roloff continuó con las pruebas y encontró, junto con el asesor médico Heukenkamp, que dichas muestras no contenían arsénico sino un metal desconocido. 
En febrero de 1818 envió su informe con una muestra del nuevo metal a Christoph W. Hufeland para su publicación en el Journal für die praktischen Heilkunde, pero la publicación se retrasó hasta la edición de abril. La muestra de Roloff fue examinada en Berlín por los asesores médicos Kluge y Staberoh, que llegaron a la misma conclusión: dicha muestra contenía un nuevo metal para el que sugirieron (en un informe de fecha 25 de abril de 1818) el nombre de Klaprothium, en honor del químico alemán Martin Heinrich Klaproth, quien había fallecido el año anterior.
Por las mismas fechas, Hermann, sin informar a Roloff, había encontrado también el nuevo metal y había enviado muestras a Friedrich Stromeyer (1776-1835) para un examen más detallado. Stromeyer, profesor de metalurgia y jefe del departamento de química en la Universidad de Gotinga, era en ese momento Inspector farmacéutico general. Stromeyer encontró el nuevo metal y lo llamó Kadmium en el otoño de 1817.
El 14 de abril de 1818, Roloff también envió una muestra a Stromeyer, y le escribió que, en el caso de que contuviese un nuevo metal, Stromeyer podría darle nombre. Stromeyer escribió de nuevo a Roloff y le comunicó que ya había encontrado el metal en las muestras de Hermann.

## Otros trabajos
También intervino en el estudio de los meteoritos Erxleben, caídos el 15 de abril de 1812 entre Magdeburgo y Helmstedt y cuyas muestras estudió y envió a Johann Friedrich Blumenbach (1752-1840).

## Publicaciones
- "Zur Geschichte des Kadmium". Annalen der Physik N.F. 31 (1819), pp. 205-210.
- Anleitung zur Prüfung der Arzneikörper bei Apothekenvisitationen für Physiker, Aerzte und Apotheker (Varias ediciones entre 1812 y 1847).[6][7]